# 教育家
教育家是实践教育的杰出人士。教育家與教育学家是不同的，對於研究教育学的杰出人物才被称为教育学家。
古代中国的教育家有孔子、墨子、荀子、王陽明等人。
近代中國則有何子渊、丘逢甲等人。
现代中國则有朱宗涵、陶行知、夏丏尊、蔡元培、厉麟似、蒋梦麟、张伯苓、易作霖、竺可桢、罗家伦、徐特立、成仿吾、屈伯川、匡亚明、马君武、郭秉文、邓之诚、欧元怀、陈垣、晏阳初、黄质夫、許壽裳、嚴範孫、胡雨人、胡敦复、梁漱溟、吳稚暉、梅貽琦、黄现璠、唐國安、湯有祥、柳貽徵、杜亞泉、武訓、黃乃裳、包煜文、厲聲教、容閎、江學珠，张门雪、陈鹤琴等人。
台灣的教育家有史英、陳清枝、游乾桂、鍾思嘉、鄭石岩、楊茂秀、李雅卿和蕭文乾等人。
古希臘的教育家有蘇格拉底、柏拉圖、亞里士多德等人。
古羅馬的教育家有昆體良等人。
近代西方的教育家有约翰·阿摩司·夸美纽斯 （捷克，1592-1670）、约翰·亨里希·裴斯泰洛齐（瑞士，1746-1827）、弗里德里希·威廉·奥古斯特·福禄贝尔（德国，1782-1852）、约翰·杜威（美国，1859-1952）、鲁道夫·斯坦纳（奥地利，1861-1925）、马利亚·蒙特梭利（意大利，1870-1952）、让·皮亚杰（瑞士，1896-1980）、利维·维谷斯基（俄国，1896-1934）、本杰明·布鲁姆（美国，1913-1999）（美国）威廉·詹姆斯—被誉为美国心理学之父；卢梭；等人。